# ETA SA
ETA SA Manufacture Horlogère Suisse (ETA SA Swiss Watch Manufacturer) designer og fremstiller mekaniske urværker og quartz urværker. Almindeligvis omtales 'ETA SA' som ETA, selskabet har hovedkvarter i Grenchen, Schweiz og er et helejet datterselskab af Swatch Group.